# Regions del Brasil
Les regions de Brasil estan agrupades en cinc grups d'unitats (estats o districtes) en què es divideix la Federació del Brasil. Estan units d'acord amb la proximitat territorial i a les característiques geogràfiques com paisatges i tipus de sòl semblants. La finalitat de la divisió del país en regions és estadística i econòmica. No existeix, per tant, cap tipus d'autonomia política d'aquestes regions.
Aquesta divisió té caràcter legal i va ser proposada per l'Instituto Brasileiro de Geografia i Estatística (IBGE) el 1969. El IBGE va considerar només aspectes naturals en la divisió del país, com el clima, relleu, vegetació i hidrografia; per aquesta raó, les regions també són conegudes com a regions naturals del Brasil. Hi ha una petita excepció amb relació a la Regió Sud-est, que va ser creada tenint en compte parcialment aspectes humans com el grau de desenvolupament industrial i urbà.
Les regions brasileres són: 

1• Centre-Oest, 2 • Nord-est, 3 • Nord, 4 • Sud-est, 5• Sud

- Regió Centre-Oest, que està conformada pels següents estats: Goiás, Mato Grosso i Mato Grosso do Sul, a més del Districte Federal. Té un territori d'1.604.852 km² (18,9% del territori nacional). La seva població és de prop de 12 milions d'habitants.

- Regió Nord-est, que està conformada pels següents estats: Maranhão, Piauí, Ceará, Rio Grande do Norte, Paraíba, Pernambuco, Alagoas, Sergipe i Bahia. Té un territori d'1.556.001 km² (18,2% del territori nacional), dins els està localitzat el Polígon das seques. La seva població és a penes superior als 50 milions d'habitants.

- Regió Nord, que està conformada pels següents estats: Acre, Amazones, Roraima, Rondônia, Pará, Amapá i Tocantins. Té un territori de 3.851.560 km² (45,2% del territori nacional), i una població a penes superior als 14 milions d'habitants - el que la converteix en la regió amb menor densitat demogràfica de tot Brasil.

- Regió Sud-est, que està conformada pels següents estats: Minas Gerais, Espírito Santo, Rio de Janeiro i São Paulo. Té un territori de 927 286 km². La seva població és de prop de 77 milions d'habitants.

- Regió Sud, que està conformada pels següents estats: Paraná, Santa Catarina i Rio Grande do Sul. Té un territori de 575.316 km² (6,8% del territori nacional) i la seva població és de més de 26 milions d'habitants.

Els límits de les regions sempre coincideixen amb límits d'estats, no existint estats els territoris quedin dividits en dues regions diferents.
L'àrea corresponent a l'estat de Tocantins (integrant de la regió Nord), per provenir del desmembrament de Goiás (Centre-Oest), va ser l'última alteració en la delimitació de les regions brasileres.
En l'actualitat, molts geogràfics i especialistes prefereixen la divisió geoeconòmica proposada per Pedro Pinchas Geiger el 1967, que pren en compte els aspectes naturals i humans. Aquesta divisió està formada per tres regions les fronteres no coincideixen amb els límits interestatals: Amazònia, Centre-Sud i Nord-est.